# 昆虫の家
昆虫の家「頑愚庵」（こんちゅうのいえ「がんぐあん」）は、広島県呉市下蒲刈島にある昆虫の標本を専門に展示している博物館。

## 概要
数寄屋風の住宅「頑愚庵」を改装してつくられた。庭園には、蝶類が好む植物を植え込まれているため多くの蝶が見られる。
島内に生息する昆虫のほか、国内の美しいトンボ、世界の美しい昆虫、 広島県内に生息する絶滅の恐れのある昆虫が展示されている。
夏休み期間には、昆虫標本作りのイベントなども行われる。

## 沿革
呉市合併前の下蒲刈町時代の、1998年（平成10年）に開館した。現在は呉市の蘭島文化振興施設条例に基づき、蘭島文化振興財団が市の指定管理者として管理などを行っている。

## 利用案内
この節の出典。
- 開館時間 - 9:00～17:00 （入館は16:30まで）
- 休館日 - 毎週火曜日（祝日の場合は翌日）
- 料金 - 下表参照。20人以上で団体料金となる。

| 料金表     | 個人  | 団体  |
| ---------- | ----- | ----- |
| 一般       | 300円 | 240円 |
| 高校生     | 180円 | 140円 |
| 小・中学生 | 120円 | 90円  |

- 駐車場 - 50台。無料。

## 交通アクセス
- 「三之瀬」バス停から徒歩約1分[5]。
- 自家用車で広島市内から約60分[5]。